# Otis Wilson
(en) Statistiques sur pro-football-reference
Otis Ray Wilson (né le 15 septembre 1957 à Brooklyn dans l'État de New York) est un joueur américain de football américain évoluant au poste de linebacker. Il est le père du joueur Quincy Wilson.

## Carrière

### Universitaire
Wilson rentre d'abord à l'université de Syracuse mais est transféré à l'université de Louisville. Il remporte notamment des concours de lettres de 1977 à 1979. Il devient le capitaine en 1979 et est nommé All-American par le journal The Sporting News. Il devient, dès la fin de sa carrière universitaire, second au classement de l'université de Louisville avec 484 tacles.

### NFL
Il est choisi lors du premier tour de la Draft de 1980 par les Bears de Chicago au dix-neuvième choix. Il commence avec les Bears en 1980 et devient un élément important de la défense des Bears qui fut réputée pour être prépondérante avec des joueurs comme Mike Singletary et Wiber Marshall. En 1985, les Bears font une saison remarquable et remporte le Super Bowl XX. Les saisons passent et Wilson se fait une réputation de joueur intimidant et dur. Lors de cette saison 1985, il aligne 10,5 sacks.
Wilson joue avec les Bears jusqu'en 1987. Handicapé par de nombreuses blessures, il ne joue pas la saison 1988. Après un an sans avoir joué, Wilson signe en 1989 avec les Raiders de Los Angeles mais ne joue qu'un match, prenant sa retraite dès la fin de la saison.
Wilson totalise un nombre de 36 sacks, 8 fumbles couverts, 31 fumble return, 10 interceptions (pour 2 touchdowns) en 110 matchs disputés.